# Mavinamadu, Hiriyur
Mavinamadu là một làng thuộc tehsil Hiriyur, huyện Chitradurga, bang Karnataka, Ấn Độ.